# 左右不逢源集數列表

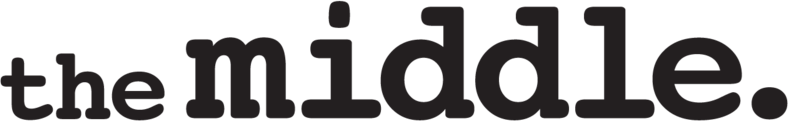
本剧logo

《左右不逢源》（The Middle）是一部美国情景喜剧，由DeAnn Heline与Eileen Heisler为美国广播公司创作。Patricia Heaton与Neil Flynn分别饰演弗兰基（Frankie）与迈克·赫克（Mike Heck），前者是二手车女销售员，后者是一个小矿业公司的经理，他们处于印第安纳州的奥森（Orson，虚构地名）的中产阶级家庭并为之奋斗。他们有三个孩子：四肢发达头脑简单的大儿子艾克索（Axl，Charlie McDermott饰）、一无是处又不受欢迎的女儿休（Sue，Eden Sher饰）、 性情古怪孤僻有阅读天赋的小儿子布瑞克（Brick，Atticus Shaffer饰）。
本剧在2009年9月30日首播，获得了television critics的好评，在评论网站Metacritic上达到了70分。
截至2013年5月22日，《左右不逢源》已经播出四季，共96集。

## 系列概述
|  | 1 | 24     | 2009年9月30日 | 2010年5月19日 | 2010年8月31日 | 2011年9月26日 | 2011年1月13日 |
|  | 2 | 24     | 2010年9月22日 | 2011年5月25日 | 2011年9月27日 | 2012年11月5日 | 2011年10月6日 |
|  | 3 | 24     | 2011年9月21日 | 2012年5月23日 | 2013年10月8日 | 不適用        | 不適用        |
|  | 4 | 24     | 2012年9月26日 | 2013年5月22日 | 不適用        | 不適用        | 不適用        |
|  | 5 | 不適用 | 2013年9月25日 | 不適用        | 不適用        | 不適用        | 不適用        |